# زامیفولیا
زامیفولیا (به انگلیسی: zamiifolia) یا جواهر زنگبار، سرده‌ای از گیاهان گلدار در تیرهٔ گل‌شیپوریان و شامل تک‌گونهٔ Zamioculcas zamiifolia است. این گیاه، گیاهی چند ساله، گرمسیری و بومی شرق آفریقا، از جنوب کنیا تا شمال شرقی آفریقای جنوبی است.